# هبة القواس
هبة القوَّاس (1972، صيدا) مؤلفة موسيقية، مغنية أوبرا، تعتبر من رواد الأوبرا العربية.

## حياتها
ولدت في صيدا جنوبي لبنان سنة 1972.
- حازت على إجازة علم النفس العيادي من الجامعة اللبنانية عام 1994.
- ماجستر بامتياز عالٍ في الغناء الأوبرالي من المعهد الوطني اللبناني العالي للموسيقى.
- ماجستر بامتياز عالٍ في التأليف الموسيقي من المعهد نفسه (بإشراف د. وليد غلمية).
- دراسات عليا في علم الموسيقى (بإشراف د. وليد غلمية).
- دراسات كاملة لـدبلوم في البيانو.
- منحة من أكاديمية كيدجيانا (سيينا-إيطاليا) لمتابعة الدراسات العليا في الغناء الأوبرالي مع التينور الشهير
كارلو برغونزي، وفي التأليف الموسيقي مع المؤلف الموسيقي فرانكو دوناتوني.
-تحضير دكتوراه في التأليف في أكاديمية كراكوف الموسيقية.

## مسيرتها المهنية
- أستاذة التأليف الموسيقي والغناء الأوبرالي في المعهد الوطني اللبناني العالي للموسيقى منذ 1995.
- أستاذة في الجامعة اللبنانية.
- عضو مجلس إدارة المعهد الوطني اللبناني العالي للموسيقى.
- عضو لجنة الأوركسترا السمفونية الوطنية اللبنانية.
- عضو لجنة الأوركسترا الوطنية اللبنانية للموسيقى الشرق-عربية.
- عضو لجنة الثقافة ومنسّقة لجنة الاتصال في اللجنة الوطنية اللبنانية للأونسكو.
- المنسقة الأكاديمية ومنسِّقة دروس الموسيقى في دور المعلمين والمعلمات.
- عضو لجنة المناهج التربوية (مادة الموسيقى) في المركز التربوي للبحوث والإنماء.
- عضو اللجنة الوطنية العليا للموسيقى (التابعة للأونيسكو).
- أول من عَمِلَ على إيجاد الأوبرا العربية، وقادتها تجربتها إلى الأغنية الأوبرالية العربية.
- سجَّلت 21 عملاً من تأليفها الموسيقي مع أوركسترا دنيبروبتروفسك السيمفونية وكورال دار أوبرا
دنيبروبتروفسك بقيادة فياتشسلاف بلينوف.
- سجَّلَتْ أربعة أعمال سمفونية من تأليفها الموسيقي مع أوركسترا أكاديمية كراكوف السمفونية بقيادة
فويتشك تشابيل.
-سجَّلتْ 13 عملاً سمفونياً من تأليفها الموسيقي مع الأوركسترا السمفونية الوطنية الأوكرانية بقيادة
فلاديمير سيرينكو.
- سجلت عملاً غنائيا سمفونياً من شعر محمد بن راشد المكتوم مع أوركسترا لندن سنفونيا بقيادة براد كوهن في استوديوهات البي بي سي في لندن BBC.

## الأوسمة والجوائز
- حائزة على جوائز عالمية عديدة، منها:
- وسام السلطان قابوس الذهبي (2007)
- «أفضل مؤلف موسيقي معاصر» (مهرجان كراكوف للتأليف الموسيقي المعاصر- عام 2000)
- درع بلدية بيروت (2001)
- إصدار طابع باسمها وصورتها (2003)
- جائزة الابداع اللبناني (2003)
- درع نادي جمعية متخرجي الجامعة الأميركية (1998)
- درع نادي خريجي كلية بيروت الجامعية (أبوظبي 1993).

## أهم حفلاتها
- شاركت (عام 2000) كمؤلفة في مهرجان كراكوف للتأليف الموسيقي المعاصر وعزفت لها أوركسترا كراكوف مقطوعتها Aspiration No.1.
- دعَتْها جمعية مؤلفي بولندا ومهرجان كراكوف للتأليف الموسيقي المعاصر وعزفت لها أوركسترا
كراكوف السمفونية “Moments in Krakow” (وضعتْها خصيصاً لافتتاح المهرجان).
- قامت بتأليف عمل سمفوني بعنوان «بين نهرين» بطلب خاص من تلفزيون الجزيرة.
- قدمت عدداً من المحاضرات في جامعة أمستردام (2004).
- كما دعتها إدارة مهرجان غودياموس ويك للتأليف الموسيقي المعاصر إلى المشاركة في أمستردام،
وعزفت لها أوركسترا نيو أنسمبل في قاعة ميوزيكخغباو Muziekgebouw aan 't IJ مقطوعة «صدى الأكوان»، التي وضعتها خصيصاً لهذا المهرجان (2005).
- افتتحت «مهرجان المدينة» في تونس العاصمة (أكتوبر 2005)، وكانت بذلك أول من اخترق تقليد
المهرجان الذي يفتتح عادةً بأمسية من الفن التونسي.
- وضعت مؤلفاً موسيقياً غنائياً لصوتها، كورال وأوركسترا سمفونية لذكرى الرئيس رفيق الحريري بعنوان «سلام الحرية» من شعر ندى الحاج
وقد تم تصويره سينمائياً، فيلم موسيقي من توقيع ميلاد طوق.(12 شباط2006)
-غنّت مع التينور العالمي خوسيه كاريراس في حفل موسيقي غنائي ضمَّ أغانٍ وأعمال من تأليف القواس وأخرى عالمية
و ذلك لمناسبة الذكرى الثانية لتأسيس مركز دبي المالي العالمي، رافقتها أوركسترا لندن سنفونيا
بقيادة كل من دافيد خيمنيث كاريراس وبراد كوهن.(30 نوفمبر 2006)
-حازت على وسام السلطان قابوس للثقافة والعلوم والابداع في يناير2007.
-غنت في شباط 2007 في باريس بحضور الرئيس الفرنسي جاك شيراك واضعةً مؤلفاً موسيقيا ً غنائياً بعنوان 0 Liban soit sauvé، من شعر ندى الحاج، مهدى للرئيسين شيراك والحريري.
-في سبتمبر 2007 سجلت عملين من مؤلفاتها مع الأوركسترا الوطنية الأوكرانية بقيادة فلاديمير سيرنكو.
-في 14 اوكتوبر 2007، قدممت عملها الموسيقي الجديد «رؤيا في ماء» على مسرح الأوبرا الوطنية الفرنسية- باستيل،
ألفت القواس هذا العمل بطلب خاص من مهرجان خريف باريس، عزفت موسيقاها فرقة نيو انسامبل Nieuw Ensemble الهولندية،
أضافت إليها القواس آلات شرقية هي العود والقانون والإيقاع الشرقي وصوتها. توزعت الموسيقى في خمس افكار أساسية، تداخلت فيها ثلاثة مقاطع غنائية من شعر ندى الحاج، اختارتها القواس من ثلاثة دواوين. والمختارات تتمحور حول فكرة شعرية للماء والرؤيا.
- في نوفمبر 2007، تمَّ تصوير فيلم قصير «نور»، ألّفت القواس موسيقاه كما غنت ومثّلت فيه. الفيلم يرتكز على أغنية «أسرى بقلبي» قصيدة لسعادة عبدالعزيز خوجة.
-في 12 نوفمبر 2007، قدمت القواس حفلاً موسيقياً غنائياً شعرياً مع ندى الحاج في مملكة البحرين بدعوة من الشيخة مي بنت محمد آل خليفة.
-اطلقت في 11 آذار 2008 فيلم نور، فيلم موسيقي غنائي قصير من شعر عبدالعزيز خوجة، موسيقى غناء وتمثيل: هبة القواس تمثيل برج فازليان، سيرو فازليان، مارسيل جبور، زياد شكرون ومن إخراج كميل ملاط، ليكون الأول من نوعه. الفيلم من إنتاج (Hiba Al Kawas International Inc. (HKI.وقد تم تسجيل الموسيقى في كييف مع الأوركسترا السمفونية الوطنية الأوكرانية بقيادة فلاديمير سيرينكو.
-اختتمت مهرجان أبو ظبي للموسيقى والفنون في 2 نيسان 2008 بعمل موسيقي جديد من تأليفها الموسيقي حيث رافقتها أوركسترا البولشوي السمفونية، وقد طعّمت القواس أغانيها بالروائح الأندلسية، على وقْع غيتار العازف الإسباني العالمي خوسيه ماريا غياردو دل راي وقد غرفت القواس من التراث الموسيقي الإسباني لتدمج أغانيها بنغمه، معيدة ألق العرب الذين تركوا بصمات خالدة في الحضارة الإسبانية.
-في 21 نيسان 2008 كان لقاء المغنية الأوبرالية والمؤلفة الموسيقية هبة القواس مع دادي جانكي، سيدة الحكمة وناثرة الحب والسلام عبر العالم، في حدث مميز يتضمن الغناء والتأمل واتحاد صاحبتي رؤية، لاكتشاف الطاقة التي تُطلقها القلوب لدى انفتاحها على حبِّها للإنسانية. وقد دعت هبة القواس الشاعرتين هدى النعماني وندى الحاج على المسرح للاشتراك في القاء بعض قصائدهما على وقْع موسيقاها، كما قدمت راقصة الباليه ميريللا لوحة تعبيرية من وحي المناسبة ترافق الشعر والموسيقى.
- في 21/1/2009 شاركت في عمان مع أوركسترا عمان السمفوني، بقيادة فؤاد فاخوري في حفل يعود ريعه لغزّة تحت عنوان «غزّة في القلب».
- في 29/1/2009 أقامت حفلاً موسقياً في الجامعة اللبنانية الأميركية يعود ريعه للطلاب، شاركتها الشاعرة ندى الحاج. الحفل برعاية بلدية بيروت وبدعم من هبة القواس.
- في شباط 2009 غنّت في دار الأوبرا بالقاهرة، كما عزفت لها أوركسترا القاهرة السيمفونية مؤلّفها «لحظات في كراكوف» بقيادة مارشيللو موتيديلي.
- غنَت في 2009 في «كادوغان هول» و«رويال سوسايتي أوف آرتس» في لندن.
- بعد جولتها العالمية، قدّمت حفلاً غنائياً موسيقياً في كازينو لبنان في الأول من أيار 2009، رافقها فيه عازف الإيتار العالمي خوسيه ماريا غياردو ديل ري والأوركسترا السمفونية الوطنية اللبنانية بقيادة النمساوي كارل سولاك، وقد شكّلت تلك الحفلة الناجحة عودة بارزة بعد غياب القواس عن لبنان.
- ختمت القواس العام 2009 باشتراكها في العيد الوطني لمملكة البحرين وقد الّفت للمناسبة مشهداً اوبرالياً متكاملاً «أجمل من كل الجنّات»، جسّدت فيه دور ملكة اللؤلؤ. عزفت موسيقاها أوركسترا «روما سينفونييتّا» بقيادة فرانشيسكولانزيللوتا وبمشاركة كورال دار الأوبرا المصرية، ضمن استعراض فني ضخم من إخراج وليد عوني.
- ألّفت القواس موسيقي فيلم «كما قال الشاعر» للمخرج نصري حجّاج، عن الشاعر الفلسطيني الراحل محمود درويش. وقد تمّ إطلاق الفيلم في بداية عام 2010.
- عزفت في 16 آذار2010 اوركسترا قطر الفيلهارمونية اقتتاحية «لحظات في كراكوف» للقواس بقيادة المايسترو نادر عباسي.
- تحت عنوان «أصوات السلام» شاركت القواس في حفل موسيقي غنائي من تنظيم الأونيسكو ومؤسسة قطر، قُدّم في الدوحة وباريس في أيار 2010 بمرافقة اوركسترا قطر الفلهارمونية بقيادة أمين كويدر.
- افتتحت هبة القواس مهرجان بيت الدين- 2010 مع الأوركسترا الفلهارمونية اللبنانية بقيادة وليد غلمية، وقد الّفت خصيصاً للمهرجان عملين جديدين هما افتتاحية موسيقية بعنوان «بيت الدين» وأغنية «أنتَ أنا» من شعر كمال جنبلاط.
- أقامت حفل افتتاح السفارة اللبنانية وعيد الاستقلال اللبناني في قطر في 23/11/2010 بحضور أمير قطر الشيخ حمد بن خليفة آل ثاني ورئيس الجمهورية اللبنانية العماد ميشال سليمان وسفير لبنان في قطر الأستاذ حسن سعد.
- قدّمت حفل مؤسسة WISE في قطر برعاية وحضور الشيحة موزة بنت ناصر المسند بمرافقة أوركستر قطر الفلهارمونية بقيادة أندرياس فايس.
- في 22 حزيران اختيرت المؤلفة المعاصرة لتعزف لها أهم أوركسترا في العالم، أوركسترا كوسرتغباو الملكية في القاعة الملكية في أمستردام بحضور الأميرة ماكسيما زوجة ولي عهد هولندا.
- أقامت أمسياتٍ موسيقية وقدمت محاضراتٍ في لبنان، سوريا، الإمارات العربية، مصر، تونس، البحرين، إنكلترا، فرنسا، ألمانيا، إيطاليا، أوكرانيا، هولندا، البرتغال وبولندا.
- علامتها أنها تمزج عناصر الموسيقى الشرقية العربية بتقنيات التأليف الموسيقي العالمي ما جعلها تَمُدُّ
جسراً بين الموسيقى الشرقية العربية والموسيقى الكلاسيكية والنيو كلاسيكية والمعاصرة.

## أبرز مؤلفاتها
1) للأوركسترا السمفونية:
- سمفونيا "Pleusis No.1" في ثلاث حركات (2000).
- افتتاحية «إليك» (1995).
- افتتاحية Moments in Krakow (2003).
- «بين نهرين» (2004).
- In the path of Light (2008)
- بيت الدين (2010)
2) لأوركسترا الوتريات:
- (Aspiration No (2009
3) لـ«نيو أنسامبل» (أحد أشهر الأوركسترات لعزف الموسيقى المعاصرة):
- «صدى الأكوان» (2005).
-«رؤيا في ماء» (2007).
4) لفرقة ثُمانية:
- «وجْد» (1994).
5) لثلاثي كمان/تشلّو/بيانو:
- Those Days (1996).
6) لثنائي عود وبيانو:
- «عتاب» (1997).
7) للبيانو:
- Love’s Hurts (1990).
- فراغ (1991).
- Rhapsody for Piano (2005).
8) أوبريت لسوبرانو وأوركسترا سمفونية وكورال:
1. أجمل من كل الجنات شعر غازي القصيبي، قاسم حداد، علي الشرقاوي وأمين صالح (2009).
9) أغان أوبرالية عربية لسوبرانو (سوبرانو) وأوركسترا سمفونية وكورال:
1.	ما عساني أقول 	شِعر هدى النعماني (1995).
2.	أنشودة المطر شِعر بدر شاكر السياب (1995).
3.	أنشودة الحق والسلام شِعر هدى النعماني (2000).
4.	إلى صيدا شِعر حمزة عبود (2000).
5.	قلبي يحدثني 	شِعر ابن الفارض (2003).
6.	أضأت الآفاق			شِعر ندى الحاج (2005).
7.	يا أيها الآتي من الزمان		شِعر هنري زغيب (2005).
8.	لأجل لبنان			شعر هدى النعماني (2005).
9.	سلام الحرية			شعر ندى الحاج (2005).
10. O Liban soit sauvé شعر ندى الحاج (2007).
11. أنت معي شعر نازك حريري (2009).
12.	الغريب			شِعر عبدالعزيز خوجة (2009).
10) أغان أوبرالية عربية لسوبرانو(سوبرانو) وأوركسترا سمفونية:
1.	عروسة الشرق			شِعر سهيل القوّاس (1989)
2.	تشكو ظلام الليل 	شِعر محمد أحمد الخليفة السويدي (1994)
3.	لعلك تشعلها ذات يوم 	شِعر أنسي الحاج (1994)
4. لأجلك شعر هدى النعماني (1995)
5.	تكونني وأكونك 	شِعر هدى النعماني (1995)
6.	حتى لو انهالت الشمس 	شِعر هدى النعماني (1995)
7.	إنتو نسيتونا 	شِعر محمد بن أحمد بن خليفة السويدي (1996)
8.	تبقى لي شِعر أنسي الحاج (1997)
9.	ضمني 	شِعر هدى النعماني (1998)
10.	أيقظني ثانية 	شِعر هدى النعماني (1998)
11.	وتحبني 	شِعر هدى النعماني (1999)
12.	لكأنك			شِعر هدى النعماني (1999)
13.	يدك 	شِعر هدى النعماني (2000)
14.	أرضى 		شِعر ندى الحاج (2001)
15.	لا أعرف بيتاً سواه	شِعر ندى الحاج (2001)
16.	لأني أحيا 	شِعر ندى الحاج (2002)
17.	عرفتُ بيروت 	شِعر الأميرة حصة آل سعود (2002)
18.	بيكفي تودعني شِعر راغدة محفوظ (2003)
19.	أشممت عطري		شِعر ندى الحاج (2005)
20.	في بلادي		شِعر ندى الحاج (2006)
21.	أنت الهوى		شِعر محمد بن راشد المكتوم (2006)
22.	أسرى بقلبي		شِعر عبدالعزيز خوجة (2007)
23. نجوم الدني بعنيك شِعر ندى الحاج (2008)
24. حبيبي شعر عبدالعزيز خوجة (2008)
25. صوتي السماء شِعر زاهي وهبي (2008)
26.	لبنان يا أملاً		شِعر عبدالعزيز خوجة (2008)
27.	أنت أنا			شِعر كمال جنبلاط (2010)
11) أغان أوبرالية عربية لسوبرانو (سوبرانو) وأوركسترا:
1.	زمن غدار 	شِعر هبة القواس (1982)
2.	عرس صيدا 	شِعر هبة القواس (1984)
3.	أنا من يحب الأنجما 	شِعر عمر أبو ريشة (1985)
4.	من لا مكان 	شِعر عبد الوهاب البياتي (1986)
5.	من القلب بصرخ صوت 	شِعر راغدة محفوظ (1988)
6.	إلنا حقّ بضو الشمس 	شِعر راغدة محفوظ (1989)
7. بلهفة وحنين الطير 	شِعر راغدة محفوظ (1990)
8.	أغنيك حبيبي 	شِعر أنسي الحاج (1992)
9.	أول السفر 	شِعر أدونيس (1992)
10.	سرّاق العمر 	شِعر طلال حيدر (1992)
11.	أبدأ من رقم يمشي 	شِعر حمزة عبود (1992)
12.	يا نسيم الريح		شعِر الحلاج (2005)
12) أغان أوبرالية لسوبرانو(سوبرانو) وبيانو:
1.	لشو جينا 	شِعر راغدة محفوظ (1988)
2.	بكرا بتكبري 	شِعر راغدة محفوظ (1988)
3.	لماذا نحوّل هذا السفر 		شِعر محمود درويش (1992)
4.	من غيابك لا يهدأ الليل 	شِعر حمزة عبود (1996)
- فيديو كليب: «بْراس السنة»، كلمات: سهام الشعشاع، إخراج: أندرياس موريل (2019)

## كتب ومناهج
- شاركَت في تأليف المناهج الموسيقية في لبنان للمرحلتين الابتدائية والمتوسطة (1997/1998).
- وضعت مناهج دور المعلمين والمعلمات للموسيقى (2000).

## وصلات خارجية
- هبة القواس على موقع ميوزك برينز (الإنجليزية)
- الموقع الرسمي
- هبة القواس في روافد، قناة العربية (الجزء 1)